# Playing Dirty
Playing Dirty – Sport und Verbrechen ist ein deutschsprachiger Podcast mit den Sportjournalisten Lena Cassel und Daniel Müksch. Der Podcast enthält 70 Folgen sowie einen Trailer und erschien vom 10. August 2023 bis 25. Januar 2025 donnerstags via Web-Feed sowie auf gängigen Streaming-Plattformen wie Spotify, Amazon Music und Deezer. Playing Dirty ist ein Podcast der Wake Word Studios.
In der letzten Folge am 25. Januar 2025 wurde ab Minute 34:33 von den beiden Moderatoren das Ende des Podcasts mitgeteilt und damit begründet, dass sich im Laufe der Zeit viele Fälle ähneln bzw. ähnliche Muster erkennbar sind und die Gefahr besteht sich ständig zu wiederholen.

## Inhalt
In PLAYING DIRTY – Sport und Verbrechen widmen sich Sportjournalistin und Moderatorin Lena Cassel und der Sportjournalist Daniel Müksch Fällen, in denen die Welt des Sports, der Top-Athleten, der Siege und Triumphe auf die Welt der Verbrechen, Abgründe und Straftaten trifft.
Jede Woche erzählen sie die Geschichte eines bekannten (oder auch weniger bekannten) Sport-Stars, -Trainers oder -Managers, der mit dem Gesetz in Konflikt gerät.

## Episoden
Liste der 70 veröffentlichten Episoden (Stand: 4. Juni 2025):
| #  | Titel | Dauer   | Datum der Veröffentlichung | Hauptperson(en)                   | Sport                   | Verbrechen                   |
| -- | --- | ------- | -------------------------- | --------------------------------- | ----------------------- | ---------------------------- |
| 0  | Trailer | 2m 20s  | 21. Juli 2023              | -                                 | -                       | -                            |
| 1  | Oscar Pistorius: Pionier, Sport-Ikone – und kaltblütiger Mörder?                                                        | 49m 51s | 10. Aug. 2023              | Oscar Pistorius                   | Sprint                  | Mord                         |
| 2  | Rudi Assauer: Das traurige Ende einer (köngisblauen) Fußball-Legende                                                    | 46m 38s | 17. Aug. 2023              | Rudi Assauer                      | Fußball                 |                              |
| 3  | Tonya Harding. Attacke auf dem Eis: Die „Eis-Hexe“ gegen das All-American-Girl                                          | 41m 38s | 24. Aug. 2023              | Tonya Harding                     | Eiskunfstlauf           |                              |
| 4  | Dirk Nowitzki – Dirkules in der Liebesfalle                                                                             | 38m 48s | 31. Aug. 2023              | Dirk Nowitzki                     | Basketball              |                              |
| 5  | Matti Nykänen – Hoch geflogen und brutal gelandet                                                                       | 44m 51s | 7. Sep. 2023               | Matti Nykänen                     | Skispringen             |                              |
| 6  | Robert Hoyzer – Verpfiffen, verkauft, verraten                                                                          | 54m 59s | 14. Sep. 2023              | Robert Hoyzer                     | Fußball                 |                              |
| 7  | Aminata Diallo vs. Kheira Hamraoui – Zwei Freundinnen, ein Attentat und viele offene Fragen                             | 40m 39s | 21. Sep. 2023              | Aminata Diallo & Kheira Hamraoui  | Fußball                 |                              |
| 8  | Jan Ullrich – Ein Jahrhunderttalent stürzt ab                                                                           | 45m 40s | 28. Sep. 2023              | Jan Ullrich                       | Radsport                | Doping                       |
| 9  | Aaron Hernandez – Vom NFL-Superstar zum Mörder ohne Ausweg                                                              | 47m 48s | 5. Okt. 2023               | Aaron Hernandez                   | American Football       | Mord                         |
| 10 | Jérôme Boateng – Weltmeister, Ex-Bayern-Star – und mutmaßlicher Frauenschläger. Willkommen im System Profifußball.      | 52m 19s | 12. Okt. 2023              | Jérôme Boateng                    | Fußball                 | Gewalt                       |
| 11 | Black Sox Scandal – Schmutzige Wäsche in Chicago: Acht Männer, ein Skandal – und viele offene Fragen.                   | 38m 59s | 19. Okt. 2023              | Chicago White Sox                 | Baseball                | Wettbetrug                   |
| 12 | Klete Keller – Der Terrorist. Wie ein zweifacher Olympiasieger abstürzt und das Capitol der Vereinigten Staaten stürmt. | 42m 44s | 26. Okt. 2023              | Klete Keller                      | Schwimmsport            |                              |
| 13 | Mord im Auftrag der Stasi? Der dramatische Tod des Fußballers Lutz Eigendorf                                            | 49m 45s | 2. Nov. 2023               | Lutz Eigendorf                    | Fußball                 | Mord                         |
| 14 | Rosie Ruiz und ihr verrücktes Leben: Geflohen. Geschummelt. Gelogen.                                                    | 40m 55s | 9. Nov. 2023               | Rosie Ruiz                        |                         |                              |
| 15 | Maximilian Abel. Das traurige Gespenst.                                                                                 | 36m 58s | 16. Nov. 2023              | Maximilian Abel                   | Tennis                  |                              |
| 16 | Uli Hoeneß: Abteilung Attacke hinter Gittern                                                                            | 55m 55s | 23. Nov. 2023              | Uli Hoeneß                        | Fußball                 | Steuerhinterziehung          |
| 17 | Andrés Escobar – Ein Spiel. Ein Eigentor. Ein Mord.                                                                     | 29m 25s | 30. Nov. 2023              | Andrés Escobar                    | Fußball                 | Mord                         |
| 18 | Mike Tyson – Jahrhundert-Boxer. Und für immer Ghetto.                                                                   | 41m 44s | 7. Dez. 2023               | Mike Tyson                        | Boxen                   |                              |
| 19 | Quini – Die Entführung des Hexers und der Zorn des blonden Engels                                                       | 40m 13s | 14. Dez. 2023              | Quini                             | Fußball                 |                              |
| 20 | Bruno Fernandes de Souza – Bestie zwischen den Pfosten                                                                  | 38m 47s | 21. Dez. 2023              | Bruno Fernandes de Souza          | Fußball                 |                              |
| 21 | Arantxa Sánchez Vicario – Eine Familie am Abgrund                                                                       | 38m 42s | 28. Dez. 2023              | Arantxa Sánchez Vicario           | Tennis                  |                              |
| 22 | O.J. Simpson – Superstar, Werbe-Ikone, Frauenschläger. Aber auch Frauenmörder? (Teil 1)                                 | 38m 54s | 4. Jan. 2024               | O.J. Simpson                      | American Football       | Mord                         |
| 23 | O.J. Simpson – Freispruch. Doch noch Knast. Und Endstation Las Vegas (Teil 2)                                           | 49m 45s | 11. Jan. 2024              | O.J. Simpson                      | American Football       | Mord                         |
| 24 | Olivera Ćirković – Basketball-Wunderkind. Meisterdiebin. Königin der Pink Panther.                                      | 37m 59s | 18. Jan. 2024              | Olivera Ćirković                  | Basketball              | Raub                         |
| 25 | Anschlag auf den BVB – Ein Attentäter. Drei Bomben. Echte Gier.                                                         | 39m 52s | 4. Jan. 2024               | Borussia Dortmund                 | Fußball                 | Anschlag                     |
| 26 | Boris Becker: Bum-Bum zwischen Unsterblichkeit, Besenkammer & Anklagebank (Teil 1)                                      | 48m 21s | 7. März 2024               | Boris Becker                      | Tennis                  | Steuerhinterziehung          |
| 27 | War was?! Boris Becker und die Kunst des Vergessens & Verdrängens (Teil 2)                                              | 40m 39s | 14. März 2024              | Boris Becker                      | Tennis                  | Steuerhinterziehung          |
| 28 | Rick Singer: Hollywood-Dreams im Land der käuflichen Möglichkeiten                                                      | 44m 56s | 21. März 2024              | Rick Singer                       |                         |                              |
| 29 | Cristiano Ronaldo – What happens in Vegas…                                                                              | 42m 15s | 28. März 2024              | Cristiano Ronaldo                 | Fußball                 | Vergewaltigung               |
| 30 | Paul Schockemöhle: Das Glück dieser Erde liegt auf dem Rücken der Pferde                                                | 46m 45s | 4. Apr. 2024               | Paul Schockemöhle                 | Springreiten            |                              |
| 31 | Julia & Vitali: Eine Liebe auf der Flucht vor dem russischen Doping-System (Teil 1)                                     | 43m 13s | 11. Apr. 2024              | Julia Stepanowa & Vitali Stepanow | Mittelstreckenlauf      | Doping                       |
| 32 | Der dreifache Rodtschenkov: Auf der Flucht. Doping-Pate. Und Verräter. (Teil 2)                                         | 42m 11s | 18. Apr. 2024              | Julia Stepanowa & Vitali Stepanow | Mittelstreckenlauf      | Doping                       |
| 33 | Christoph Daum – Um ein Haar Bundestrainer                                                                              | 47m 23s | 25. Apr. 2024              | Christoph Daum                    | Fußball                 | Drogenkonsum                 |
| 34 | Der Carlsen-Niemann-Skandal – Da vibriert doch was…                                                                     | 52m 48s | 2. Mai 2024                | Magnus Carlsen & Hans Niemann     | Schach                  | Betrug                       |
| 35 | Larry Nassar – Das Monster mit den Süßigkeiten                                                                          | 43m 35s | 9. Mai 2024                | Larry Nassar                      | Leichtathletik          | Sexueller Missbrauch         |
| 36 | Lance Armstrong: Überlebender. Dominator. Und Jahrhundert-Betrüger.                                                     | 49m 10s | 16. Mai 2024               | Lance Armstrong                   | Radsport                | Doping                       |
| 37 | Jens Lehmann: „Mad Jens“ mit der Kettensäge                                                                             | 53m 06s | 23. Mai 2024               | Jens Lehmann                      | Fußball                 |                              |
| 38 | Bubi Scholz – Eine deutsche Tragödie                                                                                    | 52m 26s | 30. Mai 2024               | Bubi Scholz                       | Boxen                   | Fahrlässige Tötung           |
| 39 | Die WM 2006 – Wie viel Märchen steckt in diesem Sommer?                                                                 | 52m 43s | 6. Juni 2024               |                                   | Fußball                 |                              |
| 40 | Gianni Infantino – Der Sonnenkönig                                                                                      | 56m 47s | 13. Juni 2024              | Gianni Infantino                  | Fußball                 |                              |
| 41 | Brittney Griner: In den Fängen von Wladimir Putin                                                                       | 55m 25s | 20. Juni 2024              | Brittney Griner                   | Basketball              |                              |
| 42 | Daniel Nivel. Von deutschen Hooligans ins Koma geprügelt. Die Schande von Lens.                                         | 54m 57s | 27. Juni 2024              | Daniel Nivel                      | Fußball                 | Gewalt                       |
| 43 | WM 1978: Buenos Dias, Ihr Folterknechte!                                                                                | 47m 55s | 4. Juli 2024               |                                   | Fußball                 |                              |
| 44 | Breno: Eine Karriere geht in Flammen auf                                                                                | 46m 0s  | 11. Juli 2024              | Breno                             | Fußball                 | Brandstiftung                |
| 45 | „Gator“ Rogowski – Mord of the Board                                                                                    | 42m 28s | 18. Juli 2024              | Mark Rogowski                     | Skateboarding           | Mord                         |
| 46 | München 1972 (Folge 1): Die heiteren Spiele im Fadenkreuz des Terrors                                                   | 51m 58s | 25. Juli 2024              |                                   | Olympische Spiele       | Terroranschlag               |
| 47 | München 1972 (Folge 2): Wenn aus Naivität tödlicher Terror entsteht                                                     | 49m 8s  | 1. Aug. 2024               |                                   | Olympische Spiele       | Terroranschlag               |
| 48 | Ben Johnson: Von Kopf bis Fuß auf Doping eingestellt                                                                    | 48m 41s | 8. Aug. 2024               | Ben Johnson                       | Sprint                  | Doping                       |
| 49 | Michael Vick: Begnadeter Footballer und grausamer Hundequäler                                                           | 46m 33s | 15. Aug. 2024              | Michael Vick                      | American Football       | Tierquälerei                 |
| 50 | Novak Djokovic – GOAT, Impfverweigerer und Abschiebehäftling                                                            | 52m 52s | 22. Aug. 2024              | Novak Đoković                     | Tennis                  |                              |
| 51 | 1971 – Wie ein Südfrüchte-Großhändler die Bundesliga in ihre größte Krise stürzt.                                       | 40m 47s | 29. Aug. 2024              |                                   | Fußball                 | Betrug                       |
| 52 | Killer Sally. Toxische Muskelberge.                                                                                     | 45m 45s | 5. Sep. 2024               | Sally McNeil                      | Bodybuilding            | Mord                         |
| 53 | Steven van de Velde: Verurteilter Vergewaltiger. Und Olympionike. Darf das sein?                                        | 47m 48s | 12. Sep. 2024              | Steven van de Velde               | Beachvolleyball         | Vergewaltigung               |
| 54 | Muhammad Ali – Großmaul. Champion. Verbrecher aus Überzeugung.                                                          | 47m 05s | 19. Sep. 2024              | Muhammad Ali                      | Boxen                   |                              |
| 55 | Das Bolschoi-Ballett. Ein Säure-Attentat in dunkler Nacht – und die Frage: Wo tanzt der Feind?                          | 51m 31s | 26. Sep. 2024              | Sergej Filin                      | Ballett                 | Attentatsversuch             |
| 56 | Victor Conte – Von Mr. BALCO zu Mr. DOPING                                                                              | 45m 34s | 3. Okt. 2024               | Victor Conte                      |                         | Doping                       |
| 57 | Eine Frau verschwindet. Wo ist Peng Shuai?                                                                              | 51m 37s | 10. Okt. 2024              | Peng Shuai                        | Tennis                  | Sexueller Missbrauch, Zensur |
| 58 | Tony Adams und der Dämon aus der Flasche                                                                                | 43m 24s | 17. Okt. 2024              | Tony Adams                        | Fußball                 | Alkoholsucht                 |
| 59 | Fatale Fan-Liebe. Das Attentat auf Monica Seles.                                                                        | 47m 48s | 24. Okt. 2024              | Monica Seles                      | Tennis                  | Attentatsversuch             |
| 60 | Toni Sailer. Österreichs Jahrhundertsportler ein brutaler Vergewaltiger?                                                | 48m 18s | 31. Okt. 2024              | Toni Sailer                       | Ski Alpin               | Vergewaltigung               |
| 61 | Chris Benoit. Zu hoch geflogen. Und zu oft gelandet.                                                                    | 47m 26s | 7. Nov. 2024               | Chris Benoit                      | Wrestling               |                              |
| 62 | Mischa Ebner. Der Waffenläufer.                                                                                         | 38m 57s | 14. Nov. 2024              | Mischa Ebner                      | Waffenlauf (Schweiz)    |                              |
| 63 | Manti Te’o. Und seine sehr lebendige tote Freundin.                                                                     | 50m 20s | 21. Nov. 2024              | Manti Te'o                        | American Football       | Lüge                         |
| 64 | Erwin Kostedde. „Brauner Bomber“ in Dunkeldeutschland.                                                                  | 41m 26s | 28. Nov. 2024              | Erwin Kostedde                    | Fußball                 | Rassismus                    |
| 65 | Don King. Only in America: Als Mörder zum größten Box-Paten der Welt.                                                   | 39m 1s  | 5. Dez. 2024               | Don King                          | Boxen                   | Mord                         |
| 66 | Hope Solo. Unbeugsam. Unbequem. Und ungezähmt.                                                                          | 45m 44s | 12. Dez. 2024              | Hope Solo                         | Fußball                 |                              |
| 67 | Michael Schumacher: Legende. Held. Und „Schummel-Schumi“?                                                               | 56m 17s | 19. Dez. 2024              | Michael Schuhmacher               | Automobilsport Formel 1 |                              |
| 68 | Santa: Ein Ausnahmetalent aus dem Block, das im Gefängnis aufwacht.                                                     | 43m 18s | 26. Dez. 2024              | Fousseni Alassani                 | Fußball                 |                              |
| 69 | Olympionikin, Mutter, Femizid-Opfer: Das Schicksal von Rebecca Cheptegei.                                               | 43m 13s | 2. Jan. 2025               | Rebecca Cheptegai                 | Marathonlauf            | Mord                         |
| 70 | Phil Taylor – vom Darts-Helden zum Angeklagten. Wie eine Fahrt alles verändert.                                         | 40m 59s | 9. Jan. 2025               | Phil Taylor                       | Darts                   | Sexueller Missbrauch         |